# Boombayah
„Boombayah” (kor. 붐바야 Bumbaya) – piosenka południowokoreańskiej grupy Blackpink, wydana 8 sierpnia 2016 roku przez wytwórnię YG Entertainment. Jest drugą piosenką z albumu singlowego Square One.
Piosenka zadebiutowała na 7. miejscu listy Gaon Digital Chart. Został pobrany w Korei Południowej w liczbie ponad 605 048 kopii (stan na grudzień 2016).
Utwór został nagrany ponownie w języku japońskim i wydany 30 sierpnia 2017 roku na pierwszym japońskim minialbumie Blackpink.

## Tło i wydanie
Piosenka „Boombayah” została wydana 8 sierpnia 2016 o 20:00 KST na cyfrowym singlu pt. Square One, zawierającym także utwór „Whistle”, za pośrednictwem różnych cyfrowych portali muzycznych w Korei Południowej i na iTunes.

## Teledysk
Teledysk do utworu „Boombayah” wyreżyserował Seo Hyun-seung i został udostępniony na oficjalnym kanale Blackpink 8 sierpnia 2016 roku. Dziewięć tygodni po premierze teledysk został obejrzany ponad 50 milionów razy, a 13 sierpnia 2017 roku przekroczył próg 200 milionów odsłon.

## Promocja
Blackpink zaprezentowały „Boombayah” na swoim debiutanckim występie w programie Inkigayo 14 sierpnia 2016 roku. Następnie promowały piosenkę przez dwa następne w tym programie, a także wykonały piosenkę podczas 26. Seoul Music Awards 19 stycznia 2017 roku.

## Notowania
| Lista                              | Najwyższa pozycja |
| ---------------------------------- | ----------------- |
| Gaon Weekly Digital Chart          | 7                 |
| Gaon Weekly Download Chart         | 3                 |
| Gaon Weekly Streaming Chart        | 12                |
| Billboard World Digital Song Sales | 1                 |
| Japan Hot 100                      | 15                |